# Carbonera

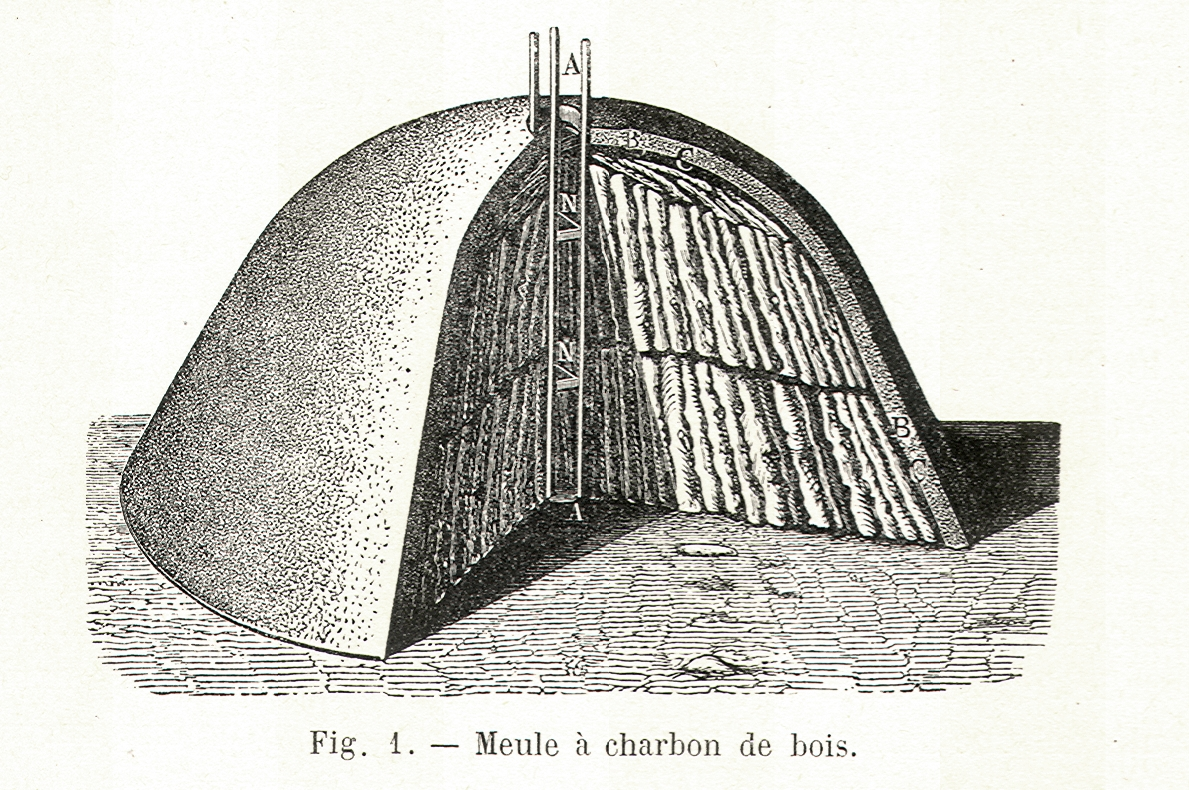
Diagrama de una carbonera.

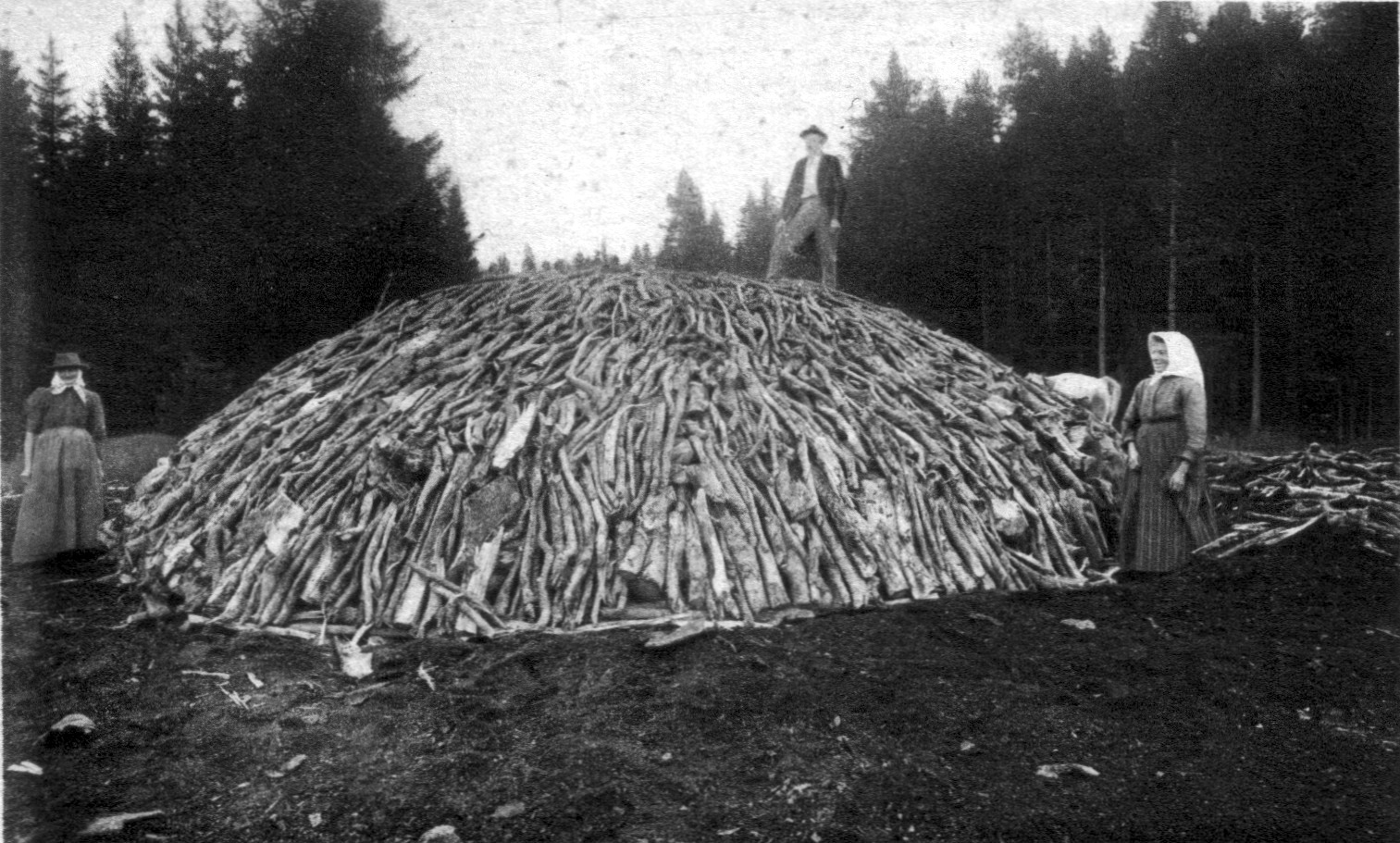
Realizando una carbonera de unos 30 o 40 m de perímetro, formando un volumen de unos 70-80 m³ de leña. Fotografía realizada alrededor de 1900.

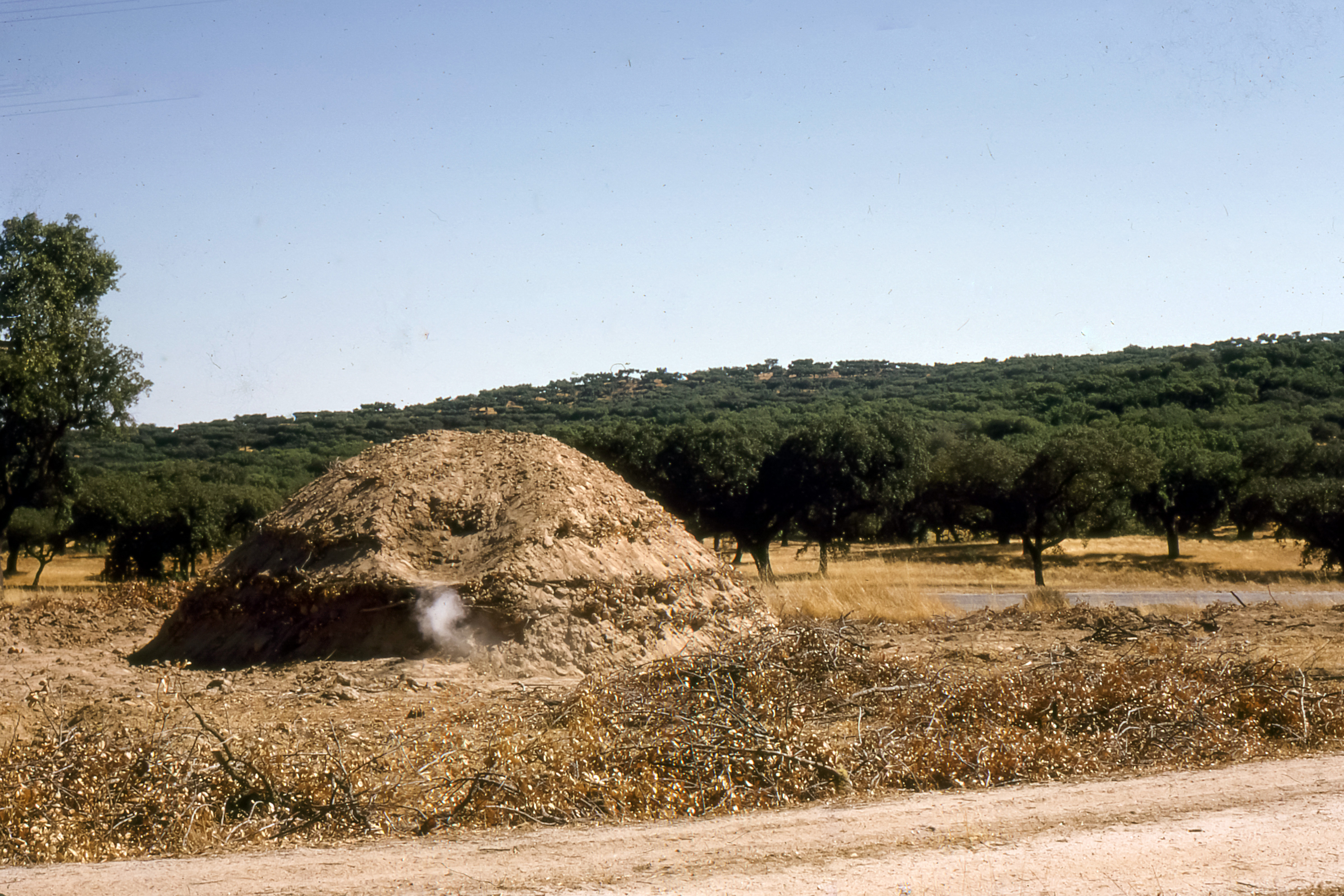
Carbonera prendida

Una carbonera es una pila de leña cubierta de arcilla para el carboneo, es decir, para la obtención de carbón vegetal.

## Características
La carbonera se forma de modo artesanal colocando los propios troncos de leña en forma de cono y cubriéndolos de una capa de tierra de unos de 20 cm de grosor. En la parte superior del horno se practica una chimenea y se hacen respiraderos en la base para avivar el fuego. Se introducen brasas por la chimenea y se alimenta con tacos de madera regularmente, llevándose a cabo la combustión en ausencia de oxígeno. Trascurridos unos 20 o 30 días los troncos de madera se han reducido a carbón.
La mejor madera para el carboneo es la de encina por ser madera compacta, de larga combustión y por la cantidad de calorías que genera, produciendo un grato olor. 
La tarea comienza con la limpieza del bosque de leños secos y caídos, sigue con el corte o la poda de las encinas de la dehesa, una vez acabada la montanera. Con las ramas menudas se forma la piconera y con los leños de encina, la carbonera. Antes de transportarlos a la carbonera se dejan para aprovechamiento de la hojarasca como forraje. El ganado disfruta de un aporte vegetal cuando la hierba es aún tierna o escasa. La poda debe estar regulada para que no se dañe de forma irreversible al árbol. Toda la leña se lleva al sitio despejado y limpio elegido para la carbonera.